# 小行星5558
小行星5558（英語：5558）是一颗围绕太阳公转的小行星。1989年11月24日，罗伯特·H·麦克诺特在赛丁泉山发现了此天体。
这颗小行星的绝对星等为264.7677897232713等。